# Cleonis pigra
Cleonis pigra är en skalbaggsart som först beskrevs av Giovanni Antonio Scopoli 1763.  Cleonis pigra ingår i släktet Cleonis, och familjen vivlar. Arten är reproducerande i Sverige.

## Bildgalleri

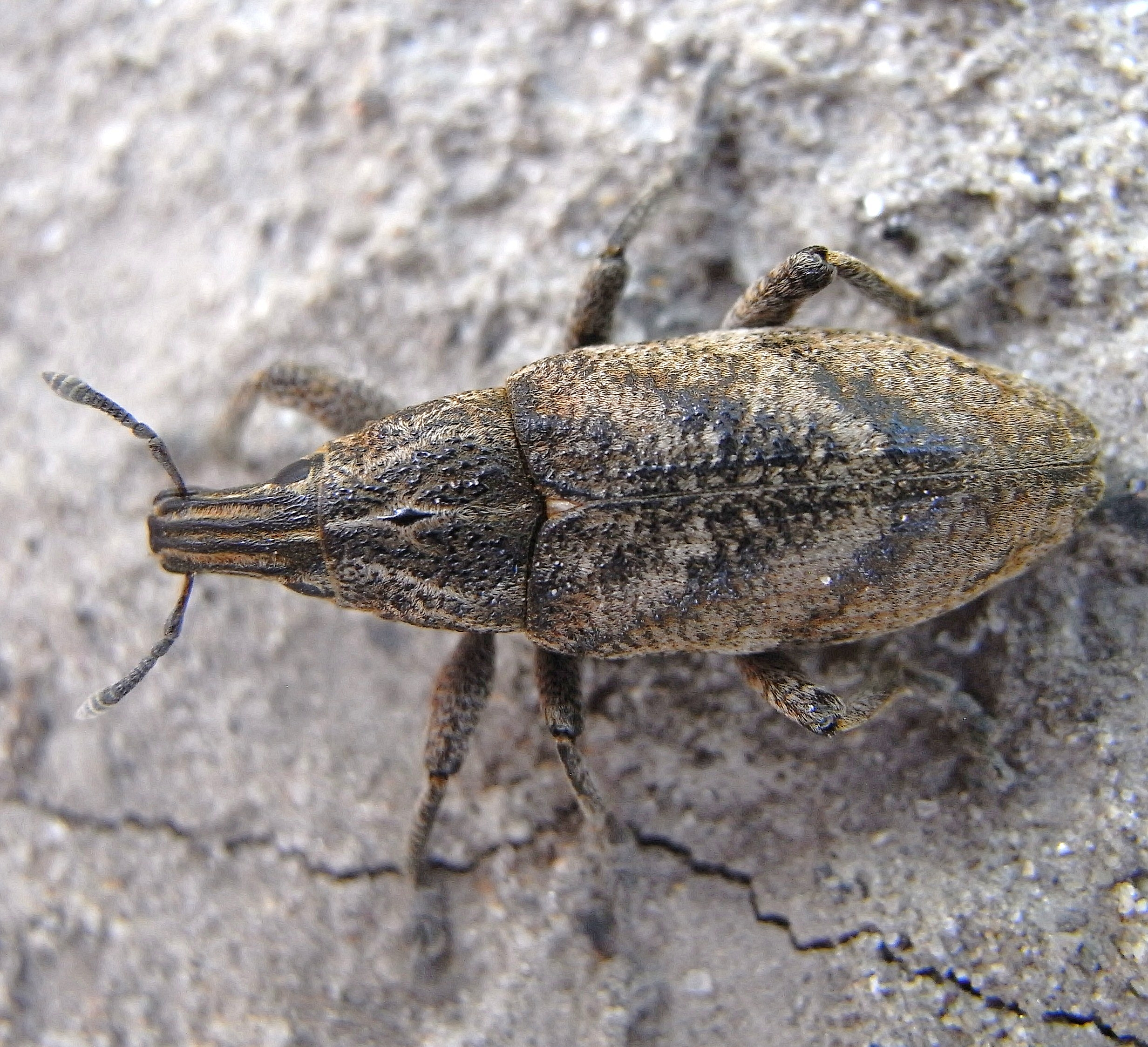
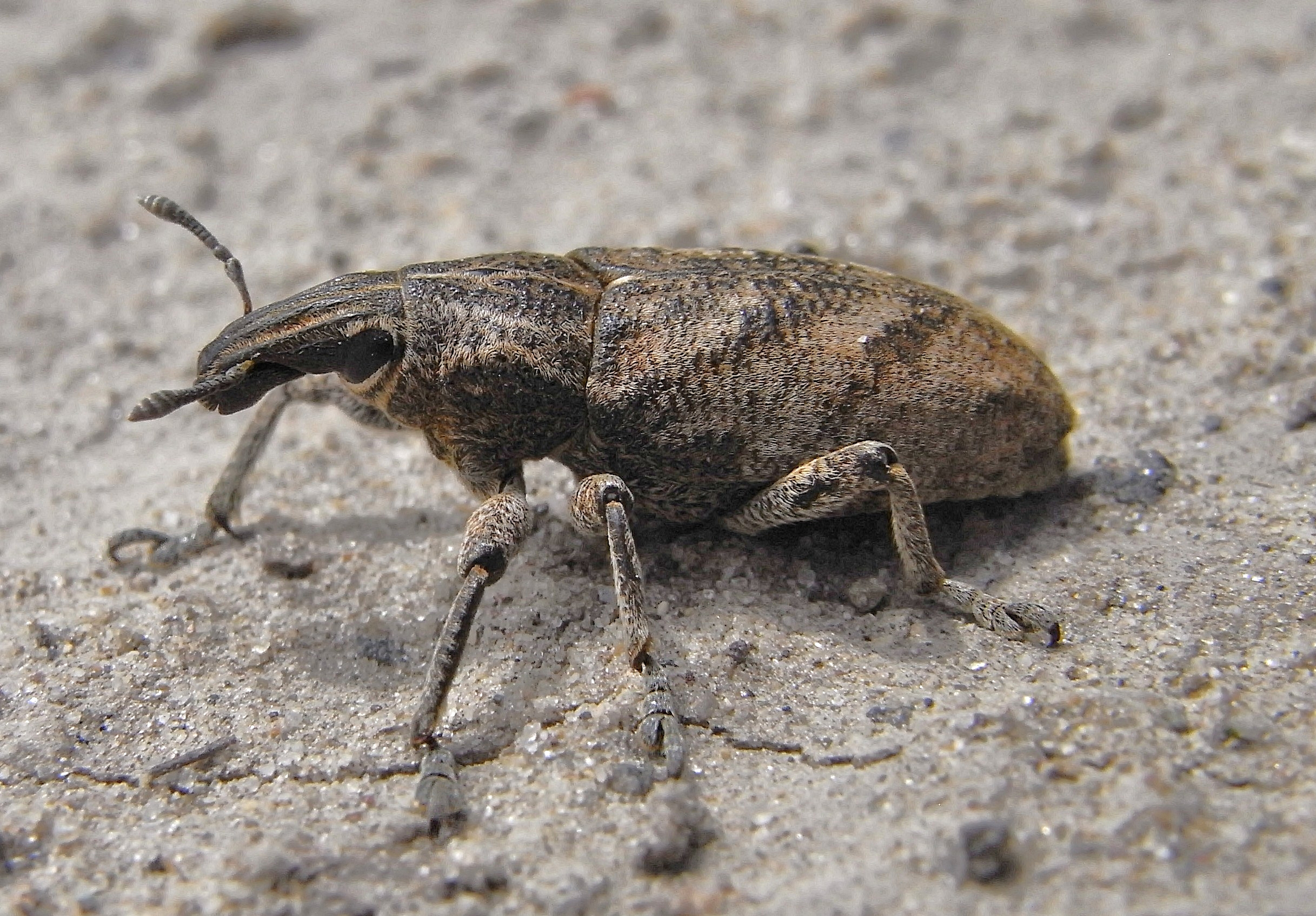
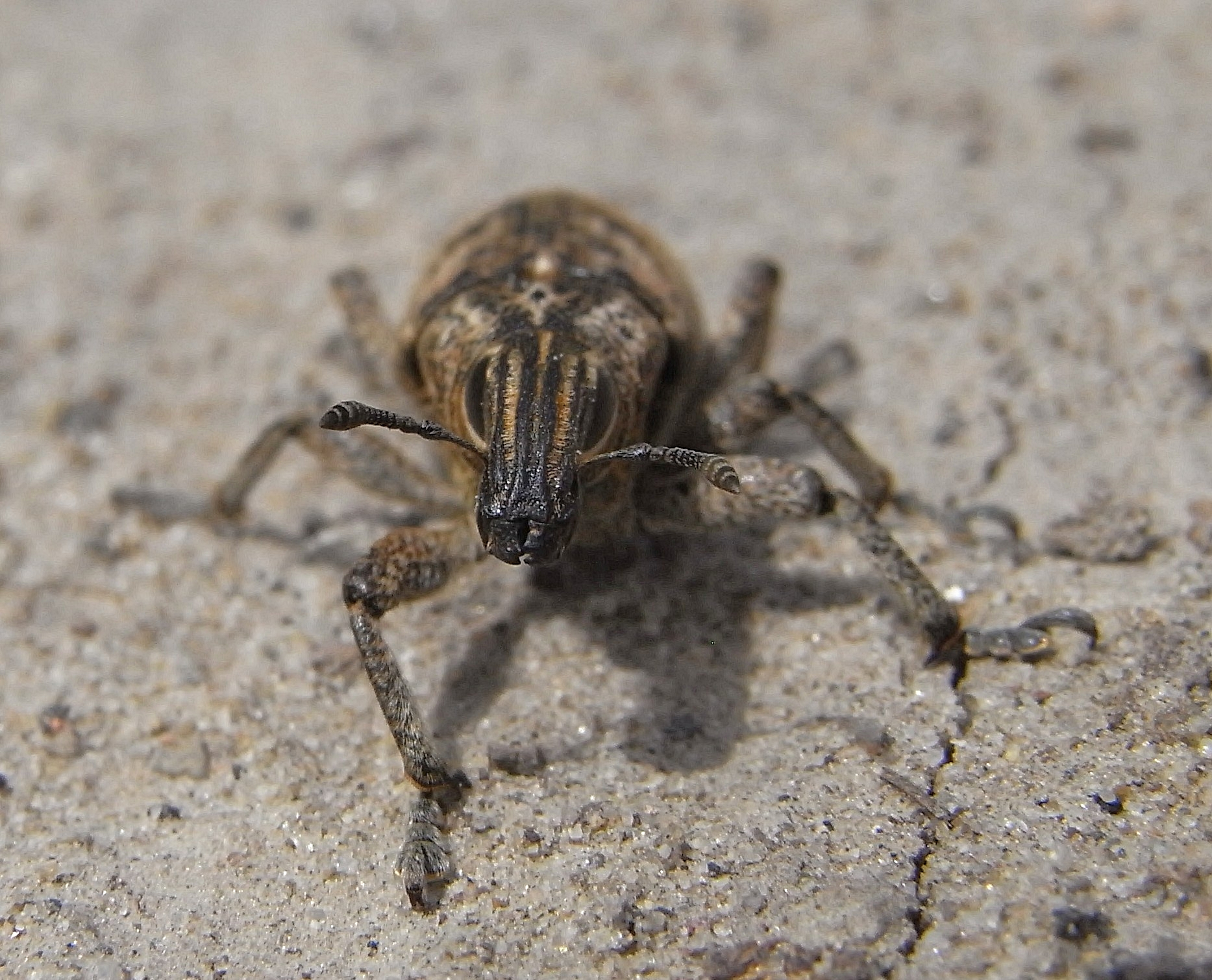
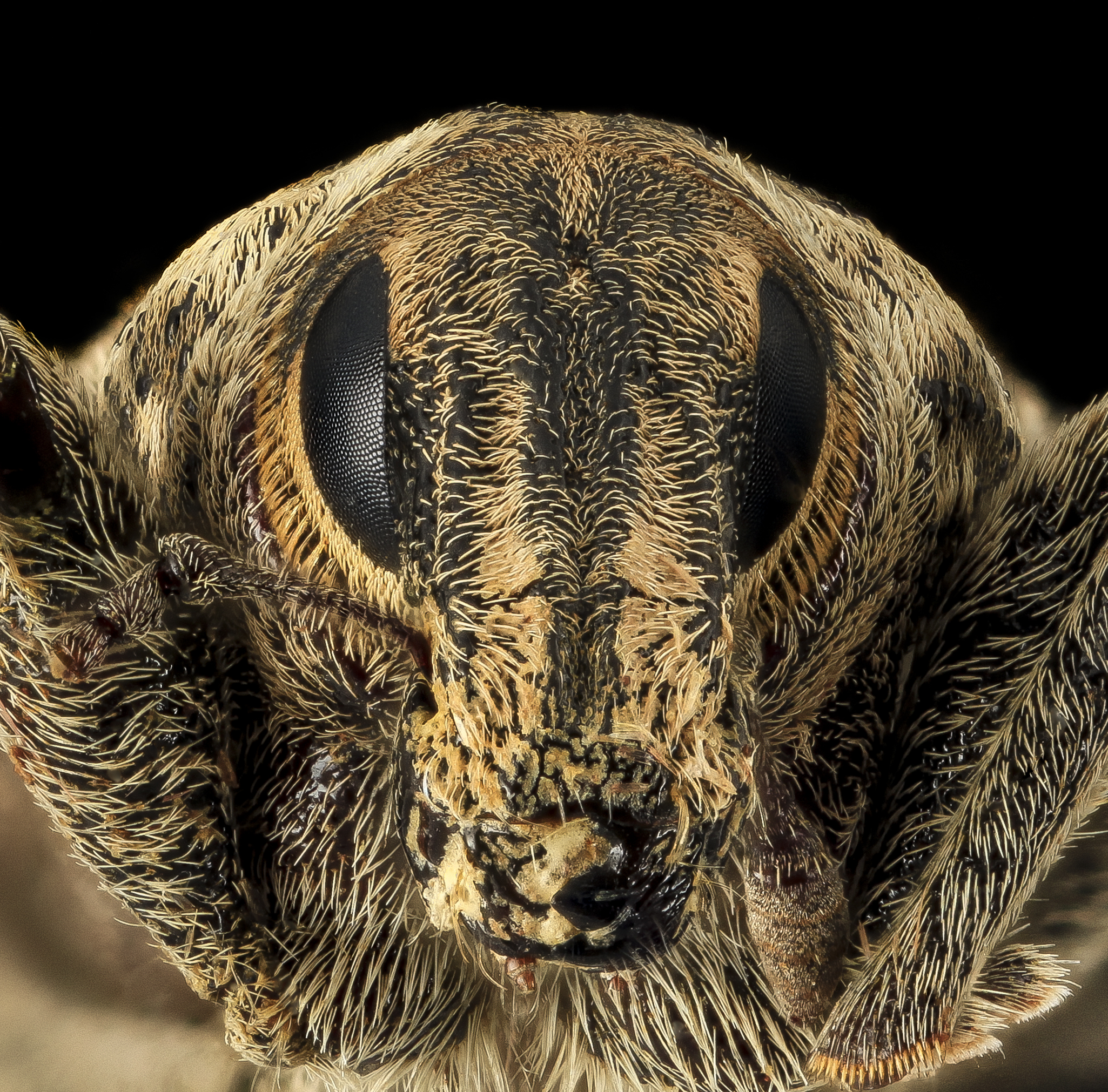